# Festival international du film de Fribourg
Le Festival international du film de Fribourg (ou FIFF) est un festival consacré au cinéma qui a été fondé en 1980. En 1993, l'UNESCO lui décerne Label de la Décennie Mondiale du Développement culturel. Son directeur artistique est Thierry Jobin,.
En raison des problèmes sanitaires de début 2020, l'édition 2021 devient pour la première fois un événement estival et a lieu la semaine du 16 au 25 juillet 2021.

## Le festival
Le FIFF a pour but d'assurer, en Suisse et en Europe comme le veut sa vocation internationale, la diversité cinématographique et culturelle en promouvant des films de qualité. À cet effet, les œuvres sélectionnées proviennent essentiellement d'Asie, d'Afrique et d'Amérique latine.

## La sélection
La sélection officielle se sépare en deux compétitions : longs métrages et courts métrages.

## Les sections
En parallèle de la sélection officielle, le FIFF propose plusieurs sections.

### Cinéma de genre
- 2012 Il était une fois dans le sud (westerns)
- 2013 A nous la victoire! (films de sport)
- 2014 Survivre ! (films catastrophe)
- 2015 Terra Erotica I (films érotiques)
- 2016 Plus féroces que les mâles (films sur les femmes combattantes)
- 2017 Histoires de fantômes
- 2018 Films biographiques
- 2019 La comédie romantique

### Décryptage
- 2012 L'image de l'Islam en Occident
- 2013 Les enfants règlent leur contes
- 2014 Petits remèdes contre la crise
- 2015 Pouvez-vous rire de tout ?
- 2016 Et la femme créa le cinéma
- 2017 Cabinet de curiosités cinématographiques
- 2018 200 bougies pour Nova Friburgo
- 2019 Noire n'est pas mon métier (par les auteures du livre du même nom)

### Diaspora
- 2012 Patrick Chappatte et le Liban
- 2013 Atom Egoyan et l'Arménie
- 2014 Slava Bykov et la Russie
- 2015 Tony Gatlif et les roms
- 2016 Mira Nair et l'Inde
- 2017 Myret Zaki et l’Égypte
- 2018 Beki Probst et la Turquie
- 2019 Elisa Shua Dusapin et la Corée du Sud

### Hommage à…
- 2012 Pierre-Alain Meier, producteur
- 2013 Martin Scorsese and the World Cinema Foundation
- 2014 Histoire du cinéma iranien par ses créateurs
- 2015 La Syrie, par Ossama Mohammed
- 2016 Ida Lupino, par Pierre Rissient
- 2017 Freddy Buache
- 2018 Cannes Classics

### Nouveau Territoire
- 2012 Le Bangladesh
- 2013 L'Ouzbékistan
- 2014 Madagascar
- 2015 Cinéma indigène nord-américain
- 2016 Être réalisatrice en Afrique
- 2017 Népal
- 2018 Mongolie
- 2019 Caraïbes (Haïti, Porto Rico, République dominicaine)

### Sur la carte de...
- 2012 Georges Schwizgebel
- 2013 Bouli Lanners
- 2014 Jean-Pierre & Luc Dardenne
- 2015 Jean-François Stévenin
- 2016 Geraldine Chaplin
- 2017 Douglas Kennedy
- 2018 Ken Loach
- 2019 Bong Joon-ho

## Les prix

### Longs métrages en compétition
- Le Grand prix du Festival international de films de Fribourg, la plus haute récompense décernée à un long métrage en compétition par le jury.
- Prix spécial du Jury
- Prix du public
- Prix du Jury Œcuménique
- Critics’ Choice Award
- Prix du Jury des jeunes COMUNDO
- Prix Don Quijote, décerné par des représentants de la Fédération internationale des ciné-clubs (FICC) (jusqu'en 2018)

### Courts métrages en compétition
- Prix du meilleur court métrage international
- Prix du Réseau Cinéma CH
- Passeport suisse – Prix Visa Etranger

## Historique

### 1980 - 1985: les origines "tiers-mondistes"
Magda Bossy, secrétaire romande d’Helvetas, souhaite organiser un événement original et inédit pour fêter les 25 ans de l’association en Suisse romande,. Originaire d’Égypte et convaincue que les films peuvent être un support extraordinaire pour montrer les richesses culturelles, elle pense à donner la parole aux cinéastes du Sud. Ce qui est alors appelé sans complexe « films du Tiers-Monde » n’a droit qu’à une distribution très marginale, souvent liée à quelques grands noms comme ceux de l’Indien Satyajit Ray ou du Japonais Akira Kurosawa. Elle entre en contact avec le journaliste Yvan Stern, un passionné de 7e art qui est alors responsable de l’Office catholique du cinéma pour la Suisse romande. Ensemble, avec les encouragements de Freddy Buache, directeur et fondateur de la Cinémathèque suisse, Magda Bossy et Yvan Stern trouvent financement en alliant Helvetas avec Swissaid, Action de Carême, Pain pour le prochain et la Déclaration de Berne. Et, entre novembre et décembre 1980, sept films en 16 mm d’Asie, d’Afrique et d’Amérique latine, dont Antonio das Mortes du Brésilien Glauber Rocha et Baara de Souleimane Cissé, sont projetés dans les ciné-clubs de Suisse romande. L’entrée est gratuite, mais une collecte attend les spectatrices et spectateurs à la sortie. Lors de la deuxième édition en 1983, quatre partenaires rejoignent le groupe fondateur : L’Entraide protestante, Frères sans frontières, Le Groupe des volontaires d’Outre-Mer et Magasins du Monde. En novembre de la même année, deux partenaires issus de la Confédération se joignent au groupe : il s'agit de Pro Helvetia et de la Direction de la coopération au développement et de l’aide humanitaire (DDA) qui deviendra, en 1996, la Direction du développement et de la coopération (DDC). Lors du bilan, en février 1984, il est décidé d’un rythme bisannuel, mais aussi décidé de concentrer la manifestation sur une ou deux semaines dans une ville, afin de créer une vraie ambiance festivalière et d’une formule où les écoles auraient une meilleure place. Comme Lausanne et Genève possèdent déjà une large offre culturelle, il est décidé, entre Bienne et Fribourg, que ce sera Fribourg, la moins privilégiée en manifestations cinématographiques.

### 1986 - 1992: l'essor et l'institutionnalisation du Festival
À partir de 1986, une compétition couronne un film lauréat reçoit un Prix d’aide à la distribution. Celui-ci permet la diffusion du film lauréat dans le circuit commercial. Le premier vainqueur est Wend Kûuni du réalisateur burkinabé Gaston Kaboré, qui concourt notamment avec Ousmane Sembène (Emitaï), Souleimane Cissé (Finyè), Haïle Gérima (La Moisson de 3000 ans) ou encore Lino Brocka (Bayan Ko). À Fribourg pendant dix jours, puis dans la douzaine de villes qui ont repris certains des films, plus de 8 000 spectatrices et spectateurs se sont répartis sur 96 séances. Un succès public et médiatique qui dépasse tous les espoirs. Le 28 septembre 1987 a lieu l’assemblée générale constitutive de l’Association de soutien Festival de films du Tiers Monde. Son objectif : favoriser le dialogue entre toutes les cultures, de faire connaître en Suisse les cinématographies du Sud et de promouvoir leur diffusion. L’édition 1988 est aussi l’année où le Festival résout le problème de la diffusion des films dans le circuit commercial. Le journaliste Bruno Jaeggi crée une fondation Trigon-Film à but non lucratif qui a pour objectif de distribuer en Suisse et archiver les films de qualité en provenance du Tiers Monde. Le Festival sert dès lors de plateforme de diffusion de certains films de Trigon. À Fribourg et dans le reste de la Suisse, 16 217 spectatrices et spectateurs, soit le double qu’en 1986, assistent en 1988 à 164 projections. Pour la première fois, des débats sont organisés et des réalisateurs invités. Pour ses dix ans, en 1990, le Festival abandonne la formule « tiers monde », trop connotée de misérabilisme. On parle désormais de Festival de films de Fribourg, avec, comme sous-titre, « Afrique, Asie, Amérique latine ». Le Festival consacre une rétrospective à Sarah Maldoror, la première femme cinéaste africaine. Le circuit passe aussi par Zurich, Lucerne, Bâle et Berne, conférant une dimension nationale à la manifestation. Un prix du public est mis sur pied lors de cette édition.

### 1992 - 2007: la professionnalisation
Le Festival se professionnalise et passe à un rythme annuel. Un directeur est engagé, en la personne de Martial Knaebel. Deux nouvelles compétitions sont mises sur pied: l’une pour les courts métrages, l’autre pour les documentaires. Le Festival reçoit, à l’automne 1992, une reconnaissance internationale de l’UNESCO : le Label de la Décennie Mondiale du Développement culturel. En 1995, deux partenaires économiques privés rejoignent pour la première fois l’aventure du Festival. En 1996, il est décidé d'abandonner une section des documentaires. Malgré une progression en termes d'entrées et de projections, le Festival boucle sur un déficit. Cette situation le pousse à repenser ses partenariats et son identité. Ainsi, dès 1998, le Festival de Films de Fribourg ajoute le terme "International" pour devenir Festival International de Films de Fribourg. Le désormais FIFF décerne un trophée : le Grand Prix devient Regard d'or. Lors de cette 12e édition, deux nouveaux jurys intègrent le Festival : le jury de la presse internationale avec le Prix FIPRESCI et le jury œcuménique. L'édition de 1999 offre l'occasion de célébrer les anniversaires de deux partenaires du FIFF : d'une part les 40 ans de l'ONG E-Changer (anciennement Frères sans Frontières) avec des vidéos présentant l'engagement de divers mouvements de lka société civile ; d'autre part, les 10 ans de Trigon-Film, sous forme d'une carte blanche. En 2001, le Regard d’or est attribué au film taïwanais Yi Yi qui restera comme l’un des plus grands succès hors festival. Lors de l'édition 2004, le directeur Martial Knaebel ouvre la programmation à une équipe prestigieuse : le cinéaste Jean-Stéphane Bron, l’écrivain Christophe Gallaz ou encore la productrice Elena Tatti viennent l'épauler. L'année suivante, la réalisatrice burkinabée Fanta Régina Nacro devient la première femme a remporter le Regard d’or avec La Nuit de la vérité. Douze ans auparavant, elle avait remporté le Prix du court métrage pour Un certain matin. En octobre 2006, Martial Knaebel reçoit, au Festival international du film de Busan, le Prix du cinéma coréen attribué à une personnalité étrangère qui a contribué de manière exceptionnelle à la promotion du cinéma coréen dans le monde. Il est encore à la barre du festival lors de l'édition 2007. Celle-ci coïncide également avec l'installation du Festival dans les locaux de l'Ancienne Gare de Fribourg. Le 2 août de la même année, le Festival annonce la nomination du nouveau directeur artistique: le Français Édouard Waintrop, critique de cinéma pour le quotidien Libération.

### 2008 - 2017: l'ouverture
Édouard Waintrop ouvre le festival au cinéma de genre, dès sa première édition en 2008. Le Festival prend une nouvelle physionomie : nouveau centre, nouvelles salles de cinéma et disparition du circuit Films du Sud devenu trop onéreux et trop concurrencé. Le Festival passe la barre des 30 000 spectateurs en 2009. Journaliste au quotidien Le Temps, Thierry Jobin succède à Édouard Waintrop à partir de l'édition 2012. Le nouveau directeur artistique rend les sections parallèles plus lisibles en fixant leur dénomination. En 2014, la section « Histoire du cinéma iranien par ses créateurs » retient l'attention. Cette section consiste en un sondage auprès d’une quinzaine de réalisatrices et réalisateurs iraniens. Ce programme sera projeté ensuite au Festival international du film d'Édimbourg en juillet 2014 et en mars 2015 à la TIFF Cinémathèque de Toronto. Le FIFF franchit la barre des 40 000 spectateurs en 2015. Pour sa 30e édition en 2016, le FIFF ose un hommage global aux combats des femmes devant et derrière la caméra. Aucun festival généraliste au monde n’avait jamais tenté l’aventure du tout féminin, jusqu'au jury.

### Dès 2018: une nouvelle formule
Après les déficits des deux éditions précédentes et le départ de la directrice administrative, le festival s'impose une profonde remise en question de sa structure administrative et financière pour l'édition 2018. La 32e édition comporte moins de films et moins de projections mais davantage de spectateurs. Le nombre de spectateurs approche les 45 000. À noter que cette année là, la section Décryptage est consacrée aux 200 ans de la ville brésilienne de Nova Friburgo, s'inscrivant alors dans le calendrier des festivités de ce bicentenaire fribourgo-brésilien. La formule allégée est reprise pour l'édition 2019. Avec un programme resserré à 110 films dont moins de 80 longs métrages, c’est l’offre la moins élevée de tous les grands festivals de films de Suisse. Le public reste stable.

### 2022
Après l'impossibilité d'organiser le FIFF comme à l'accoutumée en 2021 en raison de la pandémie de Corona, la 36e édition du festival du film s'est à nouveau déroulée sur place du 18 au 27 mars 2022.
Durant les dix jours du festival, le FIFF a enregistré plus de 43 000 entrées, renouant ainsi avec le succès d'avant la pandémie. Le programme comprenait 126 films, dont 90 longs métrages, en provenance de 58 pays. Il y avait cinq premières mondiales et plus de 50 premières en Suisse ou en Europe. En outre, des projections scolaires ont été organisées, auxquelles ont assisté environ 11 000 élèves.